# Our Airline
Our Airline (vroeger bekend als Air Nauru) is de nationale luchtvaartmaatschappij van de eilandnatie Nauru. Er wordt gevlogen naar andere eilanden in de Grote Oceaan en Australië. De thuisbasis is Nauru International Airport.

## Geschiedenis
Our Airline werd opgericht in 1970 als Air Nauru en begon diensten op 14 februari 1970 met een experimentele dienst tussen Nauru en Brisbane, later werd dit een geplande vlucht. De luchtvaartmaatschappij was in 1996 eigendom van de Nauru Air Corporation (NAC), en werd toegelaten om onafhankelijk in een commerciële markt te werken, vrij van het grootste deel van de overheidsbeperkingen. In 1998 viel het onder de controle van de Civil Aviation Authority of Australia en is het een buitenlandse maatschappij die een Australisch Air operator's certificate heeft.
Our Airline is volledig eigendom van de staat. Economische problemen van het eiland hebben ervoor gezorgd dat de luchtvaartmaatschappij grote verliezen leed, en bijna failliet ging. De vluchten werden in 1990 voor korte perioden opgeschort omdat de Australische luchtvaartdienst twijfels had over de luchtwaardigheid van het vliegtuig. De gebouwen en de vloot werden regelmatig in beslag genomen door de Australische regering in verband met problemen met buitenlandse leningen van Nauru. De dienstregeling werd onregelmatig uitgevoerd omdat leden van de regering met de vliegtuigen van en naar Nauru gevlogen moesten worden.
De luchtvaartmaatschappij had een probleem met de Export-Import Bank van de Verenigde Staten sinds 2002, en in december 2005 besliste de High Court of Australia dat de bank op Air Nauru's enige vliegtuig, geregistreerd VH-RON, beslag mocht leggen. Hierdoor had Nauru en de eilandengroep Kiribati geen luchtverbinding meer.

## Diensten
Vluchten worden gevlogen vanaf Nauru naar de volgende bestemmingen: Brisbane (Australië), Majuro (Marshalleilanden), Tarawa (Kiribati) en Nadi (Fiji).
Air Nauru vloog ook voor Norfolk Jet Express vanaf het eiland Norfolk naar Brisbane, Melbourne en Sydney. Op 4 juni 2005 ging Norfolk Jet Express vrijwillig failliet. Na lange discussies kondigde Norfolk Administratie secretaris, Peter Maywald aan dat vanaf 7 juni Qantas en Air Nauru de vluchten zou vervangen voor de laatste 12 maanden. De eerste week na het failliet gaan werden vliegtuigen van Alliance Airlines gebruikt voor de vluchten, vervolgens vloog Qantas tot 11 juni gebruikmakend van Air Nauru Boeing 737 vliegtuigen, gehuurd door de Norfolk regering.
Op 4 september 2006 is de naam veranderd in "Our Airline".

## Vloot
In januari 2009 bestond de vloot uit:
- 2 Boeing 737-300

Air Nauru had maar één vliegtuig, een Boeing 737-400 (in juli 2005) deze vloog vanaf 1998. Het vliegtuig werd in beslag genomen door crediteuren in Melbourne, Australië, op 18 december 2005.
In maart 2006 hielp de regering van Taiwan Air Nauru met de aankoop van een nieuwe Boeing 737, die midden 2006 zou worden geleverd na diverse vertragingen. De levering werd opgeschort in mei 2006 omdat OzJet en Air Pacific de vluchten van Air Nauru hadden overgenomen.
In september 2006 werd het nieuwe Boeing vliegtuig in gebruik genomen.